# Sir Lowry's Pass

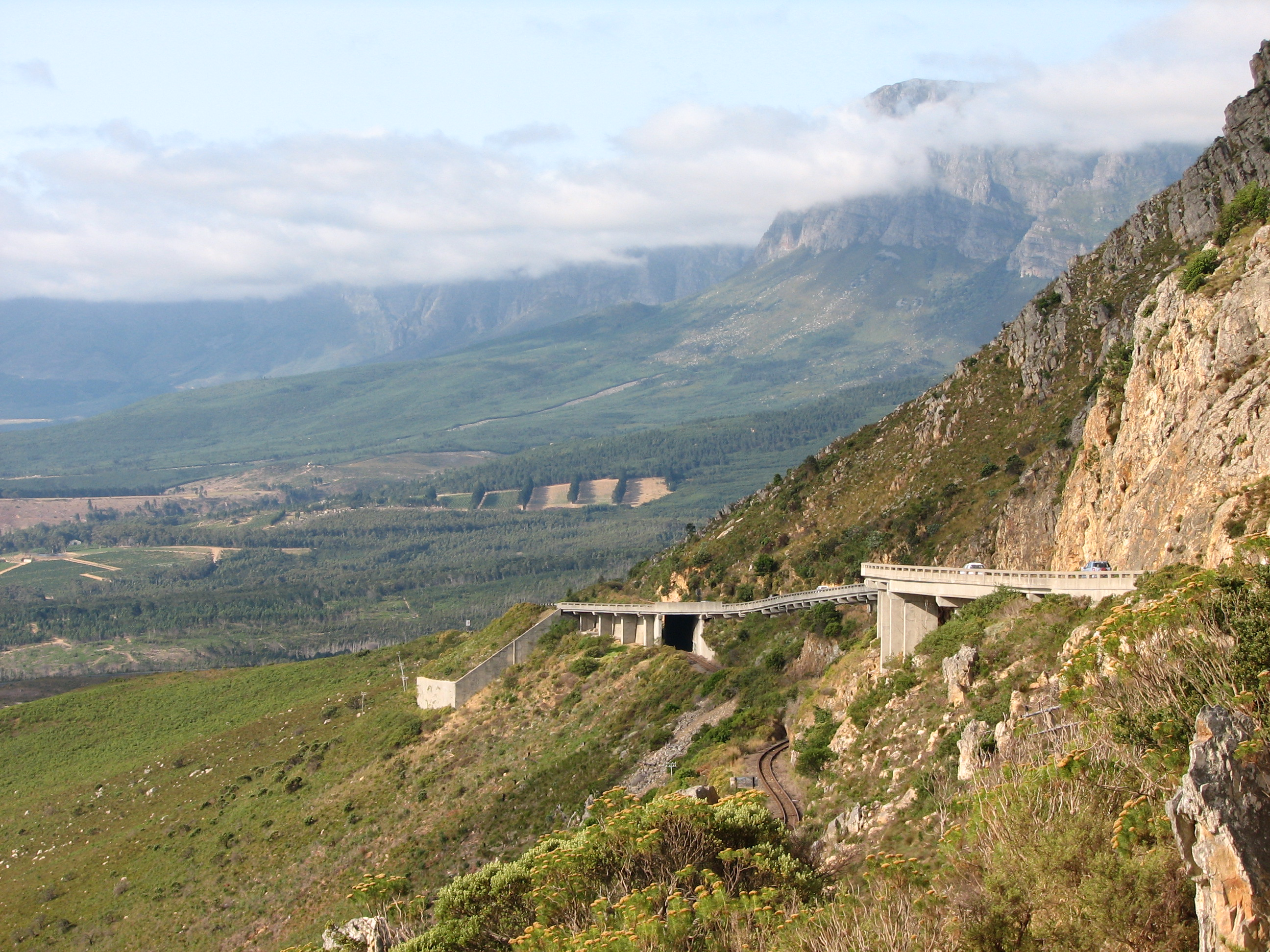
Trecătoarea Sir Lowry's

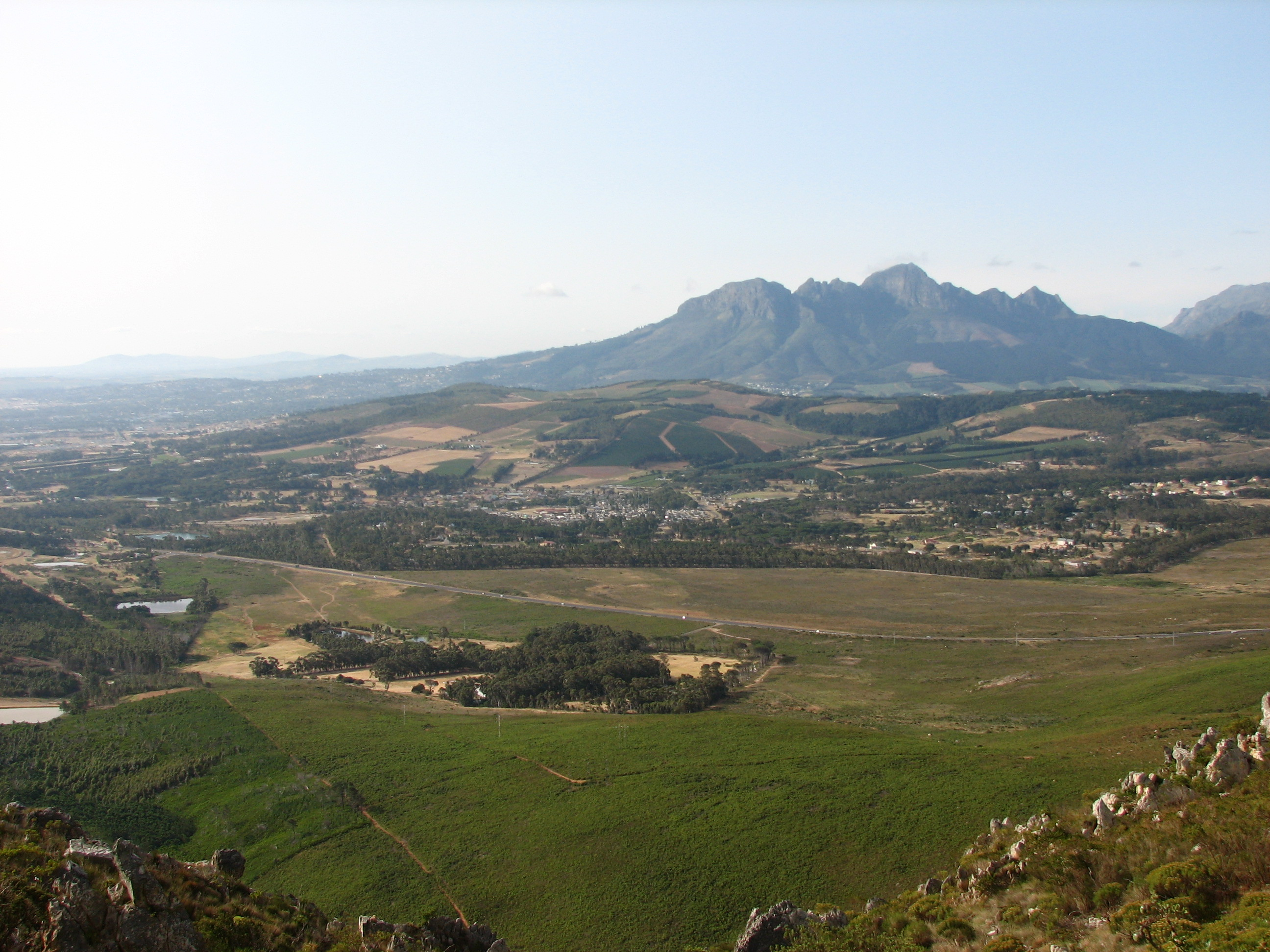
Vedere din Sir Lowry's Pass spre Somerset West și Helderberg.

Sir Lowry's Pass este o trecătoare montană din provincia Western Cape, Africa de Sud. Ea trece prin lanțul muntos Hottentots-Holland, între Somerset West și valea Elgin. Prin ea trece principalul drum național dintre Cape Town și Garden Route și o linie de cale ferată.
Cel mai înalt punct al trecătorii este la altitudinea de 920m.
Localitatea omonimă Sir Lowry's Pass este situată la baza trecătorii.